# Arsen Zacharjan
Arsen Norajrovitsj Zacharjan (Russisch: Арсен Норайрович Захарян; Samara, 26 mei 2003) is een Russisch-Armeens voetballer die doorgaans speelt als middenvelder. In augustus 2023 verruilde hij Dinamo Moskou voor Real Sociedad. Zacharjan maakte in 2021 zijn debuut in het Russisch voetbalelftal.

## Clubcarrière
Zacharjan speelde in de jeugdopleiding van Krylja Sovetov Samara en stapte in 2016 over naar de Konopljov Academy. Een jaar later haalde Dinamo Moskou hem naar de jeugdopleiding. Deze doorliep hij en op 1 november 2020 maakte hij zijn debuut in het eerste elftal. Op bezoek bij FK Tambov moest hij van coach Sandro Schwarz op de bank beginnen. Daar zag hij teamgenoot Daniil Lesovoj de score openen en German Onugkha voor de gelijkmaker zorgen. Twaalf minuten voor tijd mocht Zacharjan invallen voor Dmitri Skopintsev en in de blessuretijd won Dinamo met 1–2 dankzij een benutte strafschop van Nikolaj Komlitsjenko. Op 28 februari 2021 startte Zacharjan in de basis, op bezoek bij Achmat Grozny. Na zeven minuten versierde hij een strafschop, die door Daniil Fomin werd benut. Een halfuur later verdubbelde Zacharjan zelf de voorsprong. Nadat Schwarz hem had gewisseld ten faveure van Komlitsjenko, zag hij vanaf de bank hoe Anton Sjvets namens de thuisploeg wat terugdeed. Aan het einde van het seizoen 2020/21 werd hij door de fans van Dinamo verkozen tot beste speler van de jaargang.
In de zomer van 2023 maakte Zacharjan voor een bedrag van circa dertien miljoen euro de overstap naar Real Sociedad, waar hij zijn handtekening zette onder een verbintenis voor de duur van vijf seizoenen. Aan het begin van het seizoen 2024/25 liep Zacharjan een blessure aan zijn pees op, waardoor hij een half jaar moest missen.

## Clubstatistieken
| Seizoen | Club          | Competitie       | Competitie | Competitie | Beker | Beker | Internationaal | Internationaal | Totaal | Totaal |
| Seizoen | Club          | Competitie       | Wed.       | Dlp.       | Wed.  | Dlp.  | Wed.           | Dlp.           | Wed.   | Dlp.   |
| ------- | ------------- | ---------------- | ---------- | ---------- | ----- | ----- | -------------- | -------------- | ------ | ------ |
| 2020/21 | Dinamo Moskou | Premjer-Liga     | 13         | 3          | 0     | 0     | 0              | 0              | 13     | 3      |
| 2021/22 | Dinamo Moskou | Premjer-Liga     | 29         | 7          | 5     | 2     | —              | —              | 34     | 9      |
| 2022/23 | Dinamo Moskou | Premjer-Liga     | 27         | 4          | 10    | 1     | —              | —              | 37     | 5      |
| 2023/24 | Dinamo Moskou | Premjer-Liga     | 3          | 1          | 2     | 1     | —              | —              | 5      | 2      |
| 2023/24 | Real Sociedad | Primera División | 29         | 1          | 6     | 0     | 5              | 0              | 40     | 1      |
| 2024/25 | Real Sociedad | Primera División | 0          | 0          | 0     | 0     | 0              | 0              | 0      | 0      |
| Totaal  | Totaal        | Totaal           | 101        | 16         | 23    | 4     | 5              | 0              | 129    | 20     |

Bijgewerkt op 30 december 2024.

## Interlandcarrière
Zacharjan werd in mei 2021 door bondscoach Stanislav Tsjertsjesov opgenomen in de voorselectie van het Russisch voetbalelftal voor het uitgestelde EK 2020. Op dat moment had hij nog geen interlands achter zijn naam staan. In de uiteindelijke selectie werd hij niet opgenomen. Zacharjan maakte uiteindelijk zijn debuut in de nationale ploeg op 1 september 2021, toen een kwalificatiewedstrijd voor het WK 2022 gespeeld werd tegen Kroatië (0–0). Hij mocht van bondscoach Valeri Karpin in de basisopstelling beginnen en werd na zeventig minuten naar de kant gehaald ten faveure van Denis Tsjerysjev. De andere Russische debutant dit duel was Ilja Samosjnikov (Roebin Kazan).
| Interlands van Arsen Zacharjan voor Rusland | Interlands van Arsen Zacharjan voor Rusland | Interlands van Arsen Zacharjan voor Rusland | Interlands van Arsen Zacharjan voor Rusland | Interlands van Arsen Zacharjan voor Rusland | Interlands van Arsen Zacharjan voor Rusland | Interlands van Arsen Zacharjan voor Rusland |
| №                                           | Datum                                       | Wedstrijd                                   | Uitslag                                     | Competitie                                  | Goals                                       |                                             |
| Als speler bij Dinamo Moskou                | Als speler bij Dinamo Moskou                | Als speler bij Dinamo Moskou                | Als speler bij Dinamo Moskou                | Als speler bij Dinamo Moskou                | Als speler bij Dinamo Moskou                | Als speler bij Dinamo Moskou                |
| ------------------------------------------- | ------------------------------------------- | ------------------------------------------- | ------------------------------------------- | ------------------------------------------- | ------------------------------------------- | ------------------------------------------- |
| 1                                           | 1 september 2021                            | Rusland – Kroatië                           | 0 – 0                                       | WK 2022 kwalificatie                        |                                             |                                             |
| 2                                           | 7 september 2021                            | Rusland – Malta                             | 2 – 0                                       | WK 2022 kwalificatie                        |                                             |                                             |
| 3                                           | 8 oktober 2021                              | Rusland – Slowakije                         | 1 – 0                                       | WK 2022 kwalificatie                        |                                             |                                             |
| 4                                           | 11 oktober 2021                             | Slovenië – Rusland                          | 1 – 2                                       | WK 2022 kwalificatie                        |                                             |                                             |
| 5                                           | 17 november 2022                            | Tadzjikistan – Rusland                      | 0 – 0                                       | Vriendschappelijk                           |                                             |                                             |
| 6                                           | 20 november 2022                            | Oezbekistan – Rusland                       | 0 – 0                                       | Vriendschappelijk                           |                                             |                                             |
| 7                                           | 23 maart 2023                               | Iran – Rusland                              | 1 – 1                                       | Vriendschappelijk                           |                                             |                                             |
| 8                                           | 21 maart 2024                               | Rusland – Servië                            | 4 – 0                                       | Vriendschappelijk                           |                                             |                                             |

Bijgewerkt op 30 december 2024.